# Бял блян
Белият блян (Hyoscyamus albus) е вид растение от семейство Картофови (Solanaceae). Растението е включено в списъка на лечебните растения съгласно Закона за лечебните растения.

## Описание
Белият блян е едногодишно, двугодишно или многогодишно растение, което достига височина от 20 до 90 см. Листата му са мъхести, лепкави и издават неприятна миризма; връхчетата им са закръглени до яйцевидни. Стъблото е изправено и тънко. 

## Разпространение
Белият блян се среща от Средиземноморския регион до Южна Русия върху развалини, стени и руини. Ареалът включва Макаронезия, Северна Африка, Южна Европа, Украйна, Западна Азия и Арабския полуостров. На Азорските острови видът е неофит.